# Olipski Kanal
Olipski Kanal är ett sund i Kroatien. Det ligger i den sydvästra delen av landet, 190 km sydväst om huvudstaden Zagreb.